# Antoni Grimani
Antoni Grimani  (Venècia, 1434 - Venècia, 1523) va ser militar al servei de la República de Venècia, i dux de Venècia des del 1521 al 1523.

## Biografia

Escut d'armes d'Antoni Grimani.

Grimani va néixer en una família de mercaders sense fortuna, però pels seus propis esforços aconseguir guanyar riqueses i convertir-se en un dels més importants comerciants de Venècia. Als seixanta anys va aconseguir el seu primer càrrec públic, supervisant la navegació comercial al mar Adriàtic, però sense adquirir experiència militar alguna.
Aquest element li va causar greus contratemps adequat el 1499 va ser nomenat cap de l'esquadra de guerra (o Capitano da Mare) en esclatar la Guerra Turcoveneciana (1499-1503), sent severament derrotat a l'agost d'aquest mateix any a la batalla de Zonchio, també coneguda com la batalla de Sapienza o la primera batalla de Lepant, contra l'Imperi Otomà. La seva evident imperícia en la batalla va causar un gran enuig en l'elit i al poble de Venècia, considerant-se una humiliació de la derrota davant els otomans; aquest fet li va fer creditor d'una condemna perpètua de desterrament, sent enviat a l'illa de Cres, possessió veneciana al litoral de l'actual Croàcia.
Després de diverses gestions de la seva família, el 1509 es va deixar sense efecte el desterrament de Grimani i aquest va poder reprendre les seves activitats comercials a Venècia, que li van reportar grans riqueses que anys després donarien suport la seva elecció com dux. Després de l'agitat govern del dux Leonardo Loredan i les dificultats venecianes durant la Guerra de la Lliga de Cambrai, la mort de Loredan el 1521 va forçar l'elecció d'un dux, però sense la candidatura de nombrosos personatges importants, fet que va facilitar l'elecció de Grimani al juliol d'aquest any.
En el moment en què va assumir el "títol de Dux", va afrontar diversos problemes familiars per reparticions d'herències, que van enfosquir la seva gestió. A més, Grimani va estar al capdavant de la República a la Guerra Italiana de 1521-1526, aliant-se amb Francesc I de França, sent Venècia l'únic estat que no va abandonar la seva aliança amb els francesos. Tanmateix, després de la greu derrota francesa a la batalla de Bicoca l'abril de 1522, Grimani va estar molt preocupat pel curs de la guerra que es tornava ara advers per Venècia.
Tanmateix Grimani va morir l'abril de 1523 i el seu successor, Andrea Gritti (prestigiós veterà de la "Guerra de la Lliga de Cambrai)", es va esforçar a treure Venècia de la contesa, mantenint bones relacions amb Carles V.